# Michel Ferry (résistant)
Pour les articles homonymes, voir Ferry.
Ne doit pas être confondu avec Michel Ferry ou Michel Ferry (réalisateur).
Michel Ferry, né le 28 janvier 1904 à La Broque, et mort le 29 novembre 1997 à Strasbourg, est un passeur et résistant français en Alsace annexée de fait pendant la Seconde Guerre mondiale. Il aide de nombreux prisonniers de guerre (PG), réfractaires à l'incorporation de force dans l'armée allemande et fugitifs à passer la frontière imposée par le Troisième Reich après l'annexion de fait de l'Alsace.

## Biographie
Au début de la Seconde Guerre mondiale, Michel Ferry est garagiste et transporteur au lieu-dit La Claquette sur la commune de La Broque. En septembre 1939, il est réquisitionné avec son parc automobile par l'armée française.
Après l'armistice, il est libéré en tant qu'Alsacien par les Allemands. À son retour, chez lui, il n'a plus de véhicule de transport et ses pompes à essence sont réquisitionnées par les Allemands pour les besoins du camp de concentration de Natzweiler-Strathof. Il vit de la réparation des vélos.
Avec l'annexion de fait de l'Alsace, les Allemands rétablissent la frontière de 1871 et dont le tracé passe à proximité de chez lui. En février 1941, il fait passer la frontière à deux prisonniers de guerre évadés, descendus, par hasard, à la gare de Rothau. Il établit son itinéraire grâce à son ami des eaux et forêts, le brigadier Charles Leypold, installé à la maison forestière de Salm. Ce dernier lui donne les horaires de ronde des douaniers et les passages les plus sûrs.
Michel Ferry passe, le plus souvent, par La Claquette - Salm - La Chatte Pendue - Les Hautes Loges - le Sentier jaune - Moussey. Dans cette commune, les évadés sont pris en charge par des familles, des curés, des gardes forestiers, des gendarmes. Ils les aident à rejoindre Épinal ou Nancy.
Après ce premier passage, de nombreux évadés se rendent chez Michel Ferry à La Claquette. Les prisonniers reçoivent son adresse cachée dans les colis envoyés par les familles dans les Stalags. Le texte est transmis aux prisonniers en plusieurs parties dans différents envois. Une fois reconstitué, il indique : « Strasbourg direction Rothau sortir gare - franchir passage à niveau et pont métallique - tourner à droite 100 m - Pompes à essence à gauche, sonnez ! ». La majorité des prisonniers qui se présentent son originaire du Sud-Ouest comme les deux premiers pris en charge par Michel Ferry.
Il n'est pas le seul à utiliser cette voie d'évasion, il reçoit le soutien d'autres passeurs de la région. Sa famille et des gens de la vallée de la Bruche l'aident à habiller et à héberger provisoirement les évadés.
En janvier 1942, Michel Ferry intègre la Septième colonne d'Alsace (réseau Martial) dont il devient un agent de renseignement,.
Fin août 1942, les autorités allemandes instaurent l'incorporation de force des jeunes alsaciens dans la Wehrmacht. Aux prisonniers de Guerre évadés, viennent se joindre les réfractaires, les déserteurs et quelques fois leurs familles qui fuient les représailles dans le cadre du Sippenhaft.
En décembre 1942, les Allemands instaurent une zone interdite de trois kilomètres le long de la frontière où les patrouilles peuvent tirer à vue. Les passages sont plus dangereux. Michel Ferry emprunte de nouveaux itinéraires grâce à l'aide de Victor Neuhauser, hôtelier au lieu-dit les Quelles à La Broque, du garde-forestier Alfred Christmann de la maison forestière du Coucou et Charles Leypold.
Grâce à des complicités, Michel Ferry récupère des cartes d'identité vierges à la préfecture des Vosges à Épinal. Les maires vosgiens, dont celui de Moussey et les gendarmes de cette ville lui en fournissent aussi. Le graveur de Solbach, Jules Scheidecker, lui fournit les cachets. Les fugitifs sont alors munis de faux papiers. Les résistants alsaciens lui amènent des évadés qu'il prend en charge pour le passage de la zone interdite.
En 1944, Michel Ferry intègre le « corps-franc de la haute vallée de la Bruche » dirigé par René Stouvenel. Sous les ordres de ce dernier et de Paul Freiss, il est agent de liaison entre le Groupe Mobile d'Alsace (GMA ) Vosges et la Résistance Alsacienne.
En juin et juillet 1944, il participe aux deux réunions de Grendelbruch qui organisent les Forces françaises de l'intérieur (FFI) pour la libération de l'Alsace. Il y est nommé lieutenant FFI et adjoint de René Stouvenel,.
En septembre 1944, après la destruction du GMA Vosge à la ferme de Viombois, il effectue ses derniers passages au profit des membres du groupe.

## Distinctions
- Médaille militaire par décret du 7 février 1959.
- Croix de guerre 1939–1945 avec étoile d'argent avec la citation à l'ordre de la division suivante :

« Lieutenant F.F.I. d’Alsace, animé d’un cran magnifique organisateur de la filière d’évasion de prisonniers à travers la frontière des Vosges. A lui-même passé des prisonniers par centaine dans des conditions extrêmement pénibles et périlleuses.
A fait partie du Corps Franc de la Vallée de la Bruche et a participé à toutes les opérations de libération de cette région et a donné en tous temps à ses hommes le plus bel exemple de courage et de patriotisme. »

- Médaille de la Résistance française par décret du 15 juin 1946[4].
- Médaille d'Alsace décernée par la Septième colonne d'Alsace (réseau Martial).